# Sigurd Kvile
Sigurd Kvile (Bergen, 2000. február 26. –) norvég labdarúgó, a Bodø/Glimt hátvédje.

## Pályafutása
Kvile a norvégiai Bergen városában született. Az ifjúsági pályafutását a Fyllingsdalen, a Brann és a Fana csapataiban kezdte, majd 2018-ban a Sarpsborg 08 akadémiájánál folytatta.
2018-ban debütált a Fana felnőtt csapatában. 2020-ban az Åsanehoz igazolt. 2021. március 24-én négyéves szerződést kötött az első osztályban szereplő Bodø/Glimt együttesével. Először a 2021. május 9-ei, Tromsø ellen 3–0-ra megnyert bajnoki 87. percében, Brede Moet váltva lépett pályára. Első gólját 2021. szeptember 22-én, az Alta ellen 2–1-es győzelemmel zárult kupamérkőzésen szerezte meg. A 2022-es szezonban a Kristiansund csapatát erősítette kölcsönben. 2022. május 8-án, a Haugesund ellen 2–0-ra elvesztett találkozón debütált.

## Statisztikák
2022. október 23. szerint
| Klub                      | Szezon   | Osztály     | Bajnokság | Bajnokság | Kupa  | Kupa | Nemzetközi | Nemzetközi | Összesen | Összesen |
| Klub                      | Szezon   | Osztály     | Meccs     | Gól       | Meccs | Gól  | Meccs      | Gól        | Meccs    | Gól      |
| ------------------------- | -------- | ----------- | --------- | --------- | ----- | ---- | ---------- | ---------- | -------- | -------- |
| Fana                      | 2018     | 3. divisjon | 2         | 0         | —     | —    | —          | —          | 2        | 0        |
| Åsane                     | 2020     | Eliteserien | 12        | 0         | —     | —    | —          | —          | 12       | 0        |
| Bodø/Glimt                | 2021     | Eliteserien | 10        | 0         | 1     | 1    | 2          | 0          | 13       | 1        |
| Bodø/Glimt                | 2022     | Eliteserien | 1         | 0         | 2     | 0    | 3          | 0          | 6        | 0        |
| Bodø/Glimt                | Összesen | Összesen    | 11        | 0         | 3     | 1    | 5          | 0          | 19       | 1        |
| Kristiansund (kölcsönben) | 2022     | Eliteserien | 4         | 0         | 1     | 0    | —          | —          | 5        | 0        |
| Összesen                  | Összesen | Összesen    | 29        | 0         | 4     | 1    | 5          | 0          | 38       | 1        |

## Sikerei, díjai
Bodø/Glimt
- Eliteserien
  - Bajnok (1): 2021
  - Ezüstérmes (1): 2022